# Allodelphis
Allodelphis — вимерлий рід китів, що належить до Allodelphinidae, знайдений у морських відкладеннях східної північної частини Тихого океану.

## Таксономія
Наразі відомо два види: A. pratti і A. woodburnei. Останній вид зустрічається в більш молодих (ранній міоцен, Аквітанія) відкладеннях, ніж A. pratti, який знайдений у пізньому олігоцені Jewett Sand Formation в графстві Керн, Каліфорнія.

## Біологія
Природа відкладень, в яких було знайдено Allodelphis, вказує на неритове середовище для роду. Розширений ступінь телескопізації черепа показує, що він міг відстежувати здобич за допомогою ехолокації.